# مستقبلات الأدينوزين
مستقبلات الأدينوزين  (أو مستقبلات P1) هي فئة من مستقبلات البيورينرجيك المقترنة ببروتين ج مع الأدينوزين كالرابط الداخلي. هناك أربعة أنواع معروفة من مستقبلات الأدينوزين في البشر: A1 وA2A و A2B و A3؛ يُشفَّر كل منها بواسطة جين مختلف. تشتهر مستقبلات الأدينوزين بمضاداتها الكافيين والثيوفيلين، اللذين ينتج عن تأثيرهما على المستقبلات تأثيرات محفزة للقهوة والشاي والشوكولاتة.

## علم العقاقير

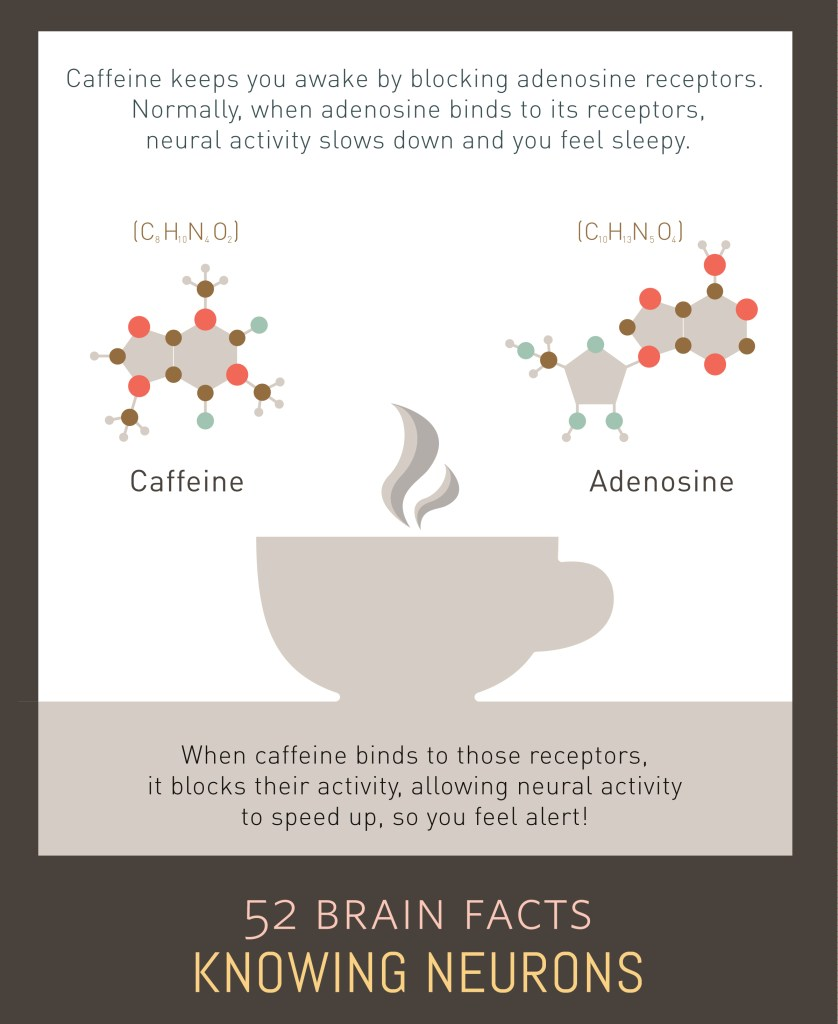
يبقيك الكافيين مستيقظًا عن طريق محاصرة مستقبلات الأدينوزين.

كل نوع من مستقبلات الأدينوزين له وظائف مختلفة، على الرغم من بعض التداخل.
على سبيل المثال، تلعب كل من مستقبلات A1 و A2A دورًا في القلب، حيث تنظم استهلاك الأكسجين في عضلة القلب وتدفق الدم التاجي، في حين أن مستقبلات A2A لها أيضًا تأثيرات أوسع مضادة للالتهابات في جميع أنحاء الجسم.
هذان المستقبلان لهما أيضاً أدوار مهمة في الدماغ، ينظما إطلاق سراح الناقلات العصبية الأخرى مثل الدوبامين والغلوتامات, بينما توجد مستقبلات A2B و A3 بشكل محيطي وتشارك في عمليات مثل الالتهاب والاستجابات المناعية.
معظم المركبات الأقدم التي تعمل على مستقبلات الأدينوزين غير انتقائية، مع ناهض الأدينوزين الداخلي، تُستخدم في المستشفيات كعلاج لتسرع القلب الحاد (تسارع ضربات القلب) ، وتعمل بشكل مباشر على إبطاء القلب من خلال التأثير على مستقبلات الأدينوزين الأربعة في أنسجة القلب، بالإضافة إلى إنتاج تأثير مهدئ من خلال التأثير على A1 ومستقبلات A2A في الدماغ .تعمل مشتقات الزانثين مثل الكافيين والتيوفيلين كمضادات غير انتقائية على مستقبلات A1 و A2A في كل من القلب والدماغ ، وبالتالي لها تأثير معاكس للأدينوزين، مما ينتج عنه تأثير منشط وسرعة ضربات القلب.تعمل هذه المركبات أيضًا كمثبطات الفوسفوليباز ، والتي تنتج تأثيرات إضافية مضادة للالتهابات، وتجعلها مفيدة طبيا لعلاج حالات مثل الربو ولكنها أقل ملاءمة للاستخدام في البحث العلمي .تعد ناهضات ومناهضات مستقبلات الأدينوزين الأحدث أكثر فاعلية وانتقائية للنوع الفرعي، وقد سمحت بإجراء أبحاث مكثفة في تأثيرات منع أو تحفيز الأنواع الفرعية لمستقبلات الأدينوزين الفردية، والتي ينتج عنها الآن جيل جديد من الأدوية الأكثر انتقائية مع العديد من الاستخدامات الطبية المحتملة.بعض هذه المركبات لا تزال مشتقة من الأدينوزين أو من عائلة الزانثين، لكن الباحثون في هذا المجال اكتشفوا أيضًا العديد من روابط مستقبلات الأدينوزين الانتقائية المتميزة تمامًا من الناحية الهيكلية، مما يوفر مجموعة واسعة من الاتجاهات المحتملة للبحث في المستقبل.

## الأنواع الفرعية

### مستقبلات الأدينوزين A1
مستقبلات الأدينوزينA1 موجودة في كل مكان في كافة أجزاء الجسم.

### آلية العمل
هذا المستقبلُ له وظيفةٌ مثبطةٌ على معظمِ الأنسجةِ التي يقعُ فيها، فهو يبطئ نشاطَ التمثيلِ الغذائيِ في الدماغِ من خلالِ مجموعةٍ من الإجراءاتِ. كما أنه يقللُ من إطلاقِ الحويصلةِ المشبكيةِ في المشبكِ العصبيِّ الكيميائيِّ.

### الناهضات
- N6-Cyclopentyladenosine

N6-3-methoxyl-4-hydroxybenzyl adenine riboside (B2)
Adenosine
CCPA
- تيكادينوزون،وهو ناهض فعال لهذا المستقبل مثل سيلودينزون
- ناهضات البنزوديازيبينات والباربيتورات
- 2'-MeCCPA
- GR 79236
- SDZ WAG 994

### المناهضات
- الكافيين
- الزانثين
- CGS-15943

### التأثير على القلب
يلعب A1 مع مستقبلات A2A للأدينوزين الداخلي دورًا في تنظيم استهلاك الأكسجين في عضلة القلب وتدفق الدم التاجي.تحفيز مستقبل A1 له تأثير مثبط لعضلة القلب عن طريق تقليل توصيل النبضات الكهربائية وقمع وظيفة خلية منظم ضربات القلب، مما يؤدي إلى انخفاض معدل ضربات القلب .هذا يجعل الأدينوزين دواءً مفيدًا لعلاج وتشخيص تسرع ضربات القلب أو تسارع ضربات القلب بشكل مفرط.يفسر هذا التأثير على مستقبلات A1 أيضًا سبب وجود لحظة قصيرة من توقف القلب عند إعطاء الأدينوزين كدفعة وريدية سريعة أثناء إنعاش القلب .في الحالات الفسيولوجية العادية، يعمل هذا كآلية وقائية ومع ذلك، في حالة تغير وظائف القلب، مثل نقص تدفق الدم الناجم عن انخفاض ضغط الدم أو النوبة القلبية أو السكتة القلبية الناجمة عن بطء القلب غير المسبّب للالتهاب، للأدينوزين تأثير سلبي على الأداء الفسيولوجي عن طريق منع الزيادات التعويضية الضرورية في معدل ضربات القلب وضغط الدم التي تحاول الحفاظ على التروية الدماغية.

### في طب حديثي الولادة
تستخدم مضادات الأدينوزين على نطاق واسع في طب حديثي الولادة.
يعتبر الثيوفيلين والكافيين من مضادات الأدينوزين غير الانتقائية التي تستخدم لتحفيز التنفس عند الأطفال الخدج.

### استتباب العظام
تلعب مستقبلات الأدينوزين دورًا رئيسيًا في استتباب العظام. لقد ثبت أن مستقبل A1 يحفز تمييز ناقضة العظم ووظيفتها.لقد وجدت الدراسات أن حصار مستقبلات A1 يثبط وظيفة ناقضة العظم ، مما يؤدي إلى زيادة كثافة العظام .

### مستقبل أدينوزين A2A
كما هو الحال مع A1 ، يُعتقد أن مستقبلات A2A تلعب دورًا في تنظيم استهلاك الأكسجين في عضلة القلب وتدفق الدم التاجي.

### آلية العمل
نشاط مستقبلات الأدينوزين A2A ، أحد أعضاء عائلة مستقبلات البروتين المقترن بالبروتين ج ، يتم توسطه بواسطة بروتين G، التي تنشط انزيم محلقة الأدينيلات . يتواجد بكثرة في العقد القاعدية والأوعية الدموية والصفائح الدموية وهو هدف رئيسي للكافيين .

### الوظيفة
مستقبل A2A مسؤول عن تنظيم تدفق الدم في عضلة القلب عن طريق توسيع الأوعية التاجية ، مما يزيد من تدفق الدم إلى عضلة القلب ، ولكنه قد يؤدي إلى انخفاض ضغط الدم.تمامًا كما هو الحال في مستقبلات A1 ، يعمل هذا المستقبل عادةً كآلية وقائية ، ولكنه قد يكون مدمرًا في وظيفة القلب المتغيرة.

### الناهضات والمناهضات
تشمل المضادات المحددة istradefylline (KW-6002) و SCH-58261 ، بينما تشمل الناهضات المحددة CGS-21680 و ATL-146e.

### استتباب العظام
يختلف دور مستقبلات A2A عن دور A1 في أنها تمنع تمايز بانية العظم العظمي وتنشط الخلية بانية العظام

### مستقبل أدينوزين A2B
هذا البروتين الغشائي المتكامل يحفز نشاط محلقة الأدينيلات في وجود الأدينوزين . يتفاعل هذا البروتين أيضًا مع النترين 1 ، الذي يشارك في استطالة المحور العصبي .

### استتباب العظام
على غرار مستقبل A2A ، يعزز مستقبل A2B تمايز بانيات العظم. تُشتق خلية بانية العظم من الخلية الجذعية وسيطة (اختصارا MSC) والتي يمكن أن تتمايز أيضًا إلى خلية غضروفية .تقوم إشارات الخلية المشاركة في تحفيز مستقبل A2B بتوجيه طريق التمايز إلى بانيات العظم ، بدلاً من الخلايا الغضروفية عبر التعبير الجيني Runx2.تطبيق علاجي محتمل في مساعدة الأمراض التنكسية للعظام ، والتغيرات المرتبطة بالعمر وكذلك إصلاح الإصابات.

### مستقبل أدينوزين A3
لقد ثبت في دراسات أنه يثبط بعض مسارات الإشارات المحددة للأدينوزين. يسمح بتثبيط نمو خلايا الورم الميلانيني البشري. تشمل المضادات المحددة MRS1191 و MRS1523 و MRE3008F20 ، بينما تشمل الناهضات المحددة Cl-IB-MECA و MRS3558.

### استتباب العظام
دور مستقبلات A3 أقل تحديدًا في هذا المجال.أظهرت الدراسات أنه يلعب دورًا في تقليل تنظيم الخلايا الآكلة للعظم. وظيفتها فيما يتعلق بانيات العظم لا تزال غامضة.

## هوامش
1. ↑  أو الأدينوسين